# Justus Friedrich Güntz

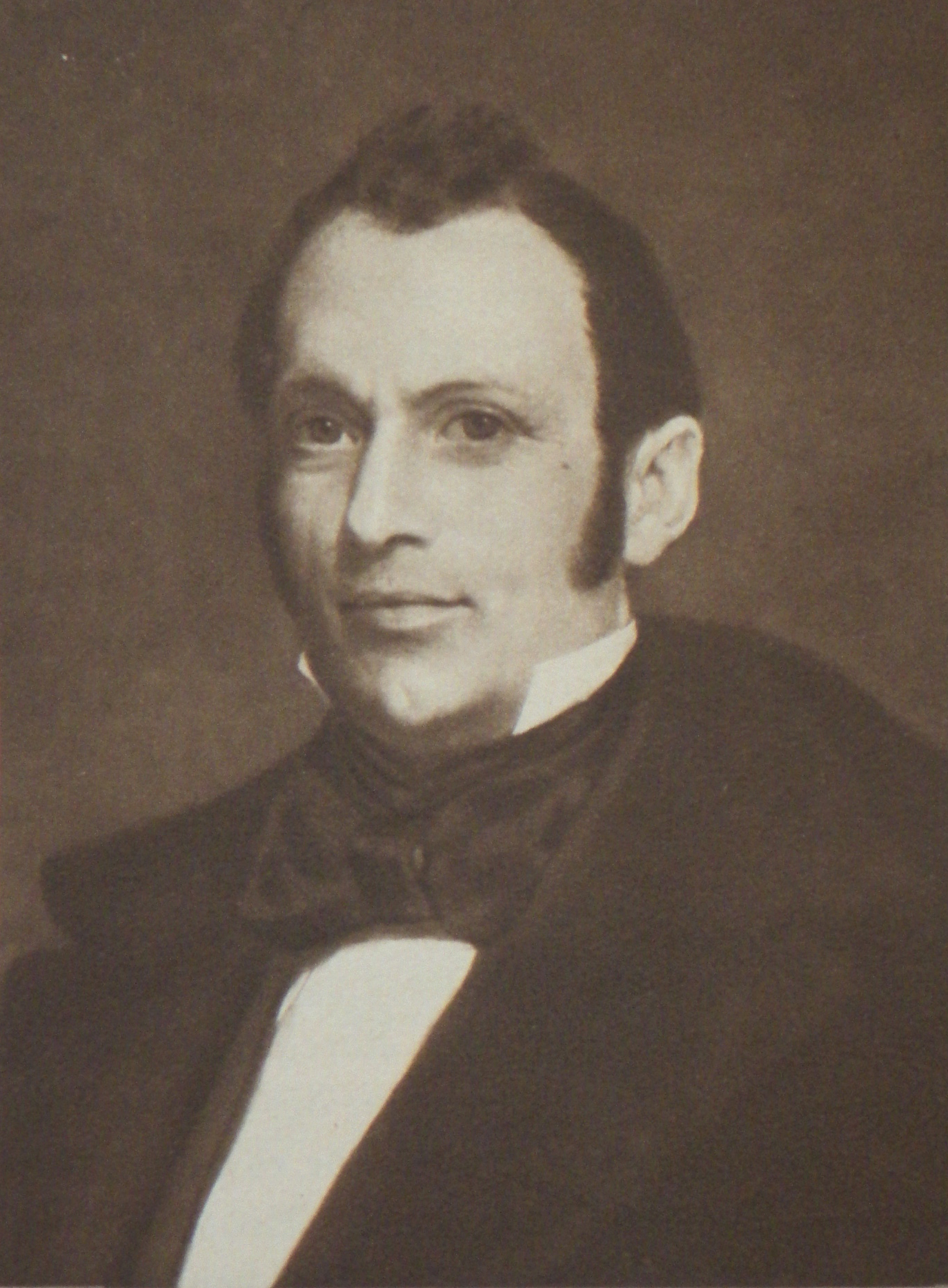
Justus Friedrich Güntz

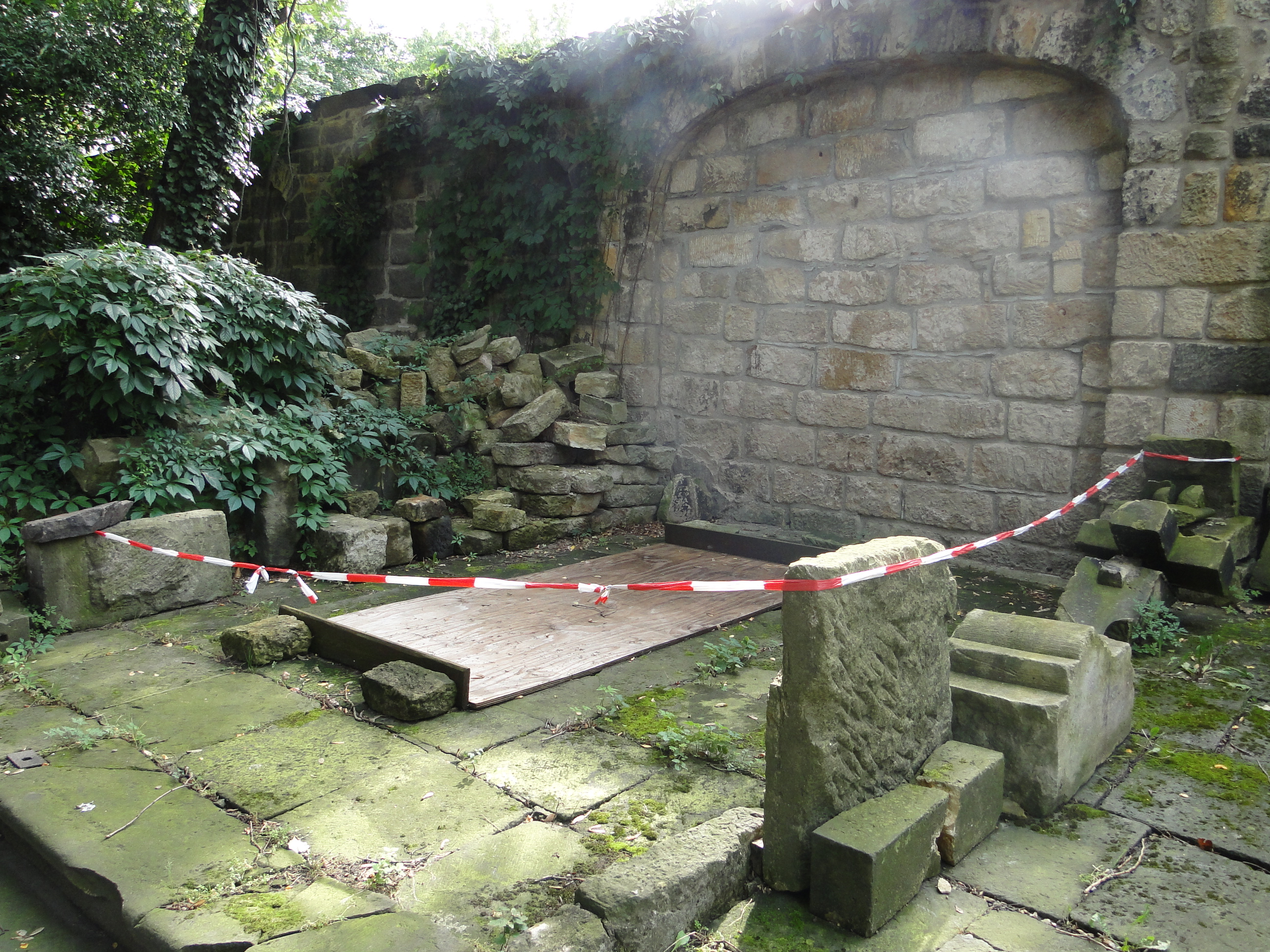
Grab von Justus Friedrich Güntz auf dem Eliasfriedhof (2009)

Justus Friedrich Güntz (* 21. Juli 1801 in Wurzen; † 11. Juli 1875 in Dresden) war ein deutscher Rechtsanwalt, Redakteur und Verleger der Zeitung Dresdner Anzeiger, aus deren Profiten er 1856 die Güntz-Stiftung finanzierte.

## Leben
Güntz war der Sohn des Kreissteuereinnehmers Friedrich Christian Güntz und seiner Ehefrau Caroline Sophie geb. Voigt. Er studierte nach dem Besuch der Fürstenschule St. Afra in Meißen Jura an der Universität Leipzig und promovierte an der Universität Jena. Güntz arbeitete ab 1825 in Dresden als Rechtsanwalt. Zudem war er von 1836 bis 1841 als Stadtrat in Dresden tätig.
Die Freiin von Schlichten, eine Mandantin von Friedrich Christian Güntz, hatte 1829 das Anzeigenprivileg des 1730 gegründeten Dresdner Anzeigers geerbt und Güntz eine Vollmacht darüber erteilt. Er übertrug die Vollmacht wiederum 1834 an seinen Sohn Justus Friedrich Güntz. Dieser erwarb 1837 den Dresdner Anzeiger, dessen Herausgeber er 1839 wurde. Der Dresdner Anzeiger war ein Anzeigenblatt und wurde unter seiner Leitung zum Amtsblatt der Stadt Dresden. Kurzzeitig war Güntz 1848 außerdem Herausgeber des Dresdner Morgenblatts.

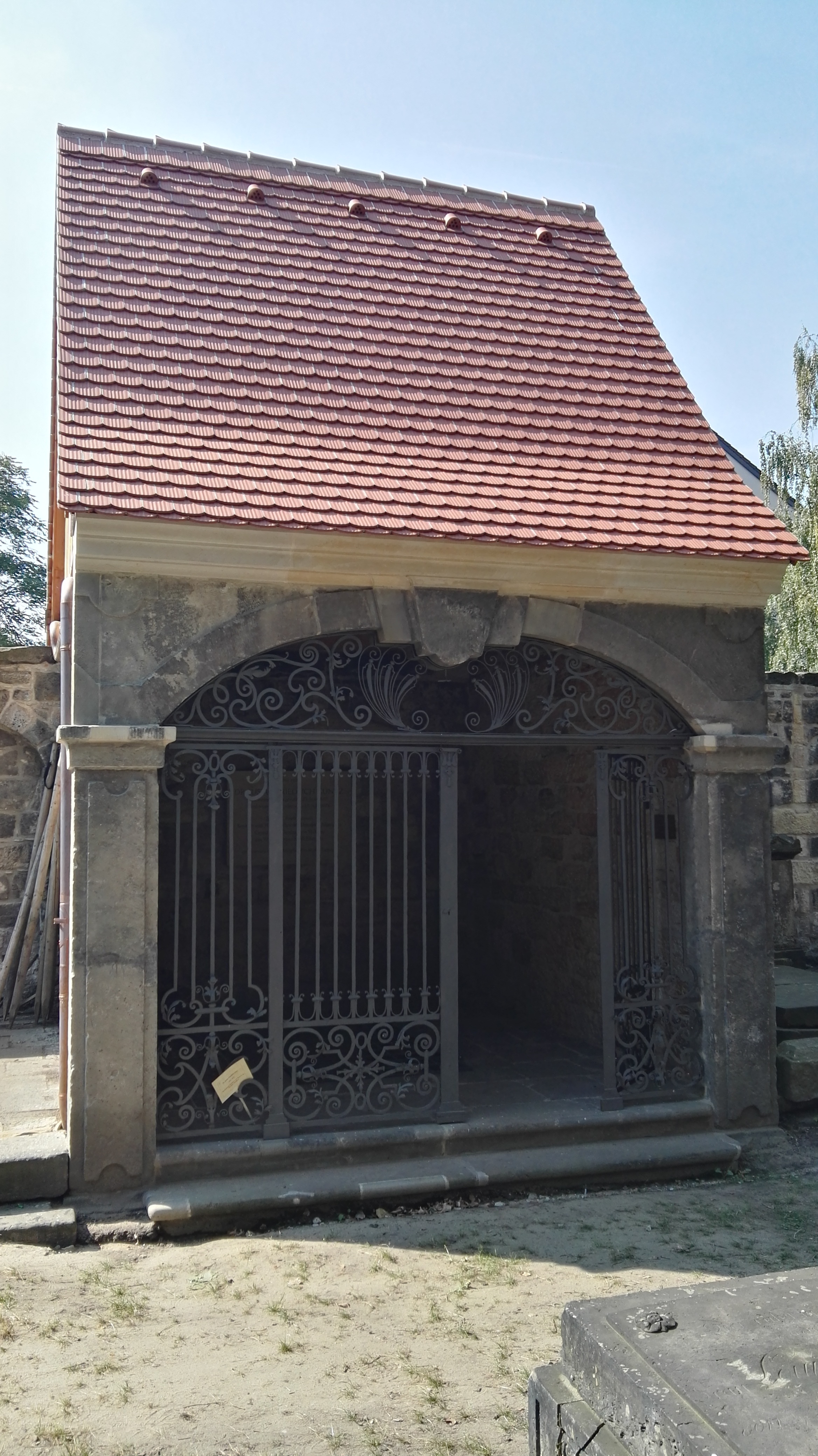
Wiederaufgebautes Grabhaus (2016)

Güntz bewohnte von 1845 bis zu seinem Tod das Erdgeschoss seines Stadthauses in der Schulgasse 3 (durch das Rathaus überbaut). Er besaß zudem bereits seit 1838 ein Weinberggrundstück in Loschwitz, heute Schevenstraße 11. 1861 erwarb er den weitläufigen Hinckeschen Berg in Wachwitz. An der Nordseite (Am Steinberg 14) befand sich ein altes Weinberghaus, das später in den Neubau der Villa Wollner integriert wurde. Auf seinem Weinberggrundstück betrieb Güntz neben Weinbau auch die Züchtung von Ananas in eigens errichteten Gewächshäusern. 
Güntz starb 1875 in Dresden und wurde in der Familiengruft auf dem Eliasfriedhof beigesetzt. Die Gruft wurde bei der Bombardierung Dresdens 1945 schwer beschädigt, 2015 rekonstruiert und am 31. Mai 2016 wiedereingeweiht.

## Güntzstiftung
Güntz unterzeichnete 1856 die Stiftungsurkunde, nach der die Erlöse des Dresdner Anzeigers in eine gemeinnützige Stiftung übergehen sollten, die vom Stadtvermögen unabhängig war. Die Gelder dieser Güntzstiftung sollten dabei ausschließlich zum Zwecke der Wohltätigkeit und der Verschönerung der Stadt genutzt werden. Verwalter der Güntzstiftung war der jeweilige Dresdner Oberbürgermeister. Die bekanntesten Objekte in Dresden, die mit Mitteln der Güntzstiftung geschaffen wurden, sind:
- 1871: Theodor-Körner-Denkmal auf dem Georgplatz, von Bildhauer Ernst Hähnel
- 1876: Ernst-Rietschel-Denkmal auf der Brühlschen Terrasse, von Bildhauer Johannes Schilling
- 1880: Gänsediebbrunnen an der Weißen Gasse, von Bildhauer Robert Diez und Architekt Paul Weidner
- ab den 1880er Jahren: Grünanlagen auf den Güntzwiesen an der Lennéstraße
- 1893–1894: Zwillings-Brunnenanlage „Stille Wasser“ und „Stürmische Wogen“ auf dem Albertplatz, von Bildhauer Robert Diez
- ab 1895: weiterer Ausbau des Maternihospitals, heute Elsa-Fenske-Heim
- um 1900: Brunnenanlage am Palaisplatz
- 1906 eröffnet: Güntzbad an der südlichen Brückenrampe der Carolabrücke (1964 abgerissen)
- 1907: „Ballwerfer“, heute vor dem Hygienemuseum, von Bildhauer Richard Daniel Fabricius
- 1926: Bürgerheim, heute Pflege- und Seniorenheim „Clara Zetkin“, Fetscherstraße 111
- 1928: Altenheim „Güntzheim“ in Trachau, heute zum Krankenhaus Dresden-Neustadt gehörend

Mit der Güntzstiftung wurde Güntz zu einem der bedeutendsten Stifter Dresdens des 19. Jahrhunderts.

## Ehrungen
Nach Güntz wurden in Dresden die Güntzstraße und der Güntzplatz benannt. Auf dem Areal des Krankenhauses Dresden-Neustadt erinnert seit 1994 eine von Eva Peschel geschaffene Büste an Güntz. Seit August 2010 gibt es zudem eine Gedenktafel für Güntz am DRK-Pflege- und Seniorenheim „Clara Zetkin“ in Dresden.